# Huntingdonshire
L'Huntingdonshire è un distretto del Cambridgeshire, Inghilterra, Regno Unito, con sede a Huntingdon. Tra le città del distretto ci sono Ramsey, St Ives e St Neots.
Nel 1889 il Local Government Act 1888 rese l'Huntingdonshire una contea amministrativa da cui fu tolto il municipal borough di Peterborough, che divenne parte della contea di Soke of Peterborough. Nel 1965 la contea fu unita a quest'ultima per formare Huntingdon and Peterborough. Infine nel 1974, secondo il Local Government Act 1972, Huntingdon and Peterborough fu unita al Cambridgeshire and Isle of Ely per formare la nuova contea non metropolitana del Cambridgeshire, trasformando la precedente contea in distretto.

## Parrocchie civili
- Abbotsley
- Abbots Ripton
- Alconbury
- Alconbury Weston
- Alwalton
- Barham and Woolley
- Bluntisham
- Brampton
- Brington and Molesworth
- Broughton
- Buckden
- Buckworth
- Bury
- Bythorn and Keyston
- Catworth
- Chesterton
- Colne
- Conington
- Covington
- Denton and Caldecote
- Diddington
- Earith
- Easton
- Ellington
- Elton
- Eynesbury Hardwicke
- Farcet
- Fenstanton
- Folksworth and Washingley
- Glatton
- Godmanchester
- Grafham
- Great Gidding
- Great Gransden
- Great Paxton
- Great Staughton
- Haddon
- Hail Weston
- Hamerton
- Hemingford Abbots
- Hemingford Grey
- Hilton
- Holme
- Holywell-cum-Needingworth
- Houghton and Wyton
- Huntingdon
- Kimbolton and Stonley (Kimbolton prima del 2003)
- Kings Ripton
- Leighton
- Little Gidding
- Little Paxton
- Morborne
- Offord Cluny
- Offord Darcy
- Old Hurst
- Old Weston
- Perry
- Pidley cum Fenton
- Ramsey
- Saint Ives
- St. Neots
- St. Neots Rural
- Sawtry
- Sibson-cum-Stibbington
- Somersham
- Southoe and Midloe
- Spaldwick
- Steeple Gidding
- Stilton
- Stow Longa
- Tetworth
- The Stukeleys
- Tilbrook
- Toseland
- Upton and Coppingford
- Upwood and the Raveleys
- Warboys
- Waresley
- Water Newton
- Winwick
- Wistow
- Woodhurst
- Wood Walton
- Yaxley
- Yelling